# 速野村
速野村（はやのむら）は、滋賀県野洲郡にあった村。現在の守山市の北西部、琵琶湖の沿岸、国道477号の沿線にあたる。
現在は守山市立速野小学校等に名をとどめる。

## 地理
- 湖沼：琵琶湖
- 河川：法竜川、大川

## 歴史
- 1889年（明治22年）4月1日 - 町村制の施行により、水保村・今浜村・木浜村・洲本村の区域をもって発足。
- 1955年（昭和30年）1月15日 - 守山町・小津村・玉津村・河西村と合併し、改めて守山町が発足。同日速野村廃止。
- 1970年（昭和45年）7月1日 - 守山町が市制施行して守山市となる。

## 村長
- 河原伊三郎

## 大字
- 水保（みずほ）
- 今浜（いまはま）
- 木浜（このはま）
- 洲本（すもと）